# 結城尚豊
結城 尚豊（ゆうき ひさとよ）は、室町時代の武将。室町幕府作事奉行結城氏の一族で結城政藤の子。兄に政胤。初名は尚隆（ひさたか）、のちに尚豊。

## 生涯
長享元年（1487年）、将軍・足利義尚に従い、近江の長享・延徳の乱に参陣。
長享2年（1488年）1月、六角高頼に代わって近江守護に補任された。
しかし、義尚の露骨な近習優遇策に反発する細川政元ら守護層から排除運動が起こり、長享3年（1489年）3月26日に義尚が近江の陣中で没すると、即座に高野山へと逃亡し、懐月軒へと名前を改めている。逃亡後は賊に取り囲まれたものの返り討ちにしたという。
明応2年（1493年）8月、弟の九郎次郎の家にいたことが確認されており、それ以降の動向は不明。
結城政胤・尚豊兄弟の問題行動としては以下のものが挙げられる。
- 文明18年（1486年）7月、尚豊宅で灯籠を見て暴言を吐いた細川家臣安富の被官中沢孫四郎を広戸次郎が追い出し、意趣返しに広戸へ斬りつけた中沢を尚豊宅にいた者たちで殺害したため、尚豊は近江へ出奔するが、三日後帰洛し、奉公衆200人ばかりに出迎えられる（『蔭涼軒日録』同月16日・18日・21日条など）
- 長享元年（1487年）1月、猿楽で尚豊の行動により全首座が面目を失い逐電する（『後法興院記』同月27日条）
- 長享元年（1487年）10月、近習が尚豊のわがままな振る舞いを訴える（『大乗院寺社雑事記』同月30日条）
- 長享元年（1487年）11月、近習の十ヶ条訴訟で政胤が面目を失う（『大乗院寺社雑事記』同月八日条）
- 長享元年（1487年）閏11月、尚豊が拝領した近江上笠庄へ入部させた代官が、細川家臣上原により殺され、奉公衆四番衆を動員して事に及ぼうとするが沙汰止みとなり面目を失う（『大乗院寺社雑事記』同月8日条）
- 長享元年（1487年）12月、細川政元が所行不道として政胤兄弟ら「評定衆」4人を切腹させるよう訴える（『大乗院寺社雑事記』同月8日条）
- 長享元年（1487年）冬、尚豊が未米寺（敏満寺）と懸銭をめぐり合戦となり、尚豊手勢27人が討たれる（『大乗院寺社雑事記』長享2年1月3日条）
- 長享2年（1488年）1月、尚豊家臣が尊勝院実誉の一行を襲撃し、供の者を数人殺害した上、実誉にも怪我を負わせ、その責任を取って尚豊の代官が切腹するなど、尚豊の家臣が内外で悪行を働いている（『大乗院寺社雑事記』及び『政覚大僧正記』同月27日条など）
- 長享2年（1488年）2月、郡代奥山など被官人数人が討たれる（『政覚大僧正記』同月21日条）
- 長享2年（1488年）9月、政胤が常在光寺領越中和沢村代官職を望むが断られ、「近頃無理の仁」と亀泉集証に評される（『蔭涼軒日録』同月26日条）
- 長享2年（1488年）10月、尚豊が近江の伊勢貞陸の所領へ人を入れ、喧嘩となり死傷者を出す（『蔭涼軒日録』同月17日条）
- 長享2年（1488年）11月、尋尊が政胤について「毎事政胤雅意所行是非無し」と評す（『大乗院寺社雑事記』同月4日条）
- 長享2年（1488年）12月、最近近江での足利義尚による成敗は、結城以下近臣が同心して義尚の耳に入れず行われていない（『大乗院寺社雑事記』同月20日条）
- 延徳元年（1489年）2月、義尚が出陣して以来、六角方は一人も近江にいないと政胤が嘘をついていたことが義尚に発覚する（『大乗院寺社雑事記』同月17日条）